# Paul Strasburger
Pour les articles homonymes, voir Strasburger.
Paul Cline Strasburger, baron Strasburger (né le 31 juillet 1946) est un homme politique libéral démocrate britannique, philanthrope millionnaire et homme d'affaires semi-retraité .

## Liens avec les libéraux-démocrates
Strasburger s'implique d'abord avec les démocrates libéraux dans sa ville natale de Bath, Somerset en 2005. La nomination de Strasburger à la Chambre des lords est annoncée en novembre 2010, et il est créé pair à vie le 10 janvier 2011 en tant que baron Strasburger, de Langridge dans le comté de Somerset, prenant son siège le 12 janvier 2011
Strasburger est un donateur majeur des libéraux démocrates. Avant sa nomination aux Lords, il a fait don de 709900,40 £ aux libéraux démocrates, dont 483625 £ au parti central, 170719,29 £ à sa circonscription locale à Bath et des sommes plus modestes aux députés libéraux démocrates Menzies Campbell, Don Foster et Chris Huhne, ainsi que des partis de circonscription à Wells, Eastleigh et North East Somerset, tous entre 2006 et 2010.
Strasburger contribue également à la défense de Michael Brown, le fraudeur condamné qui s'est enfui après avoir fait don de 2,4 millions de livres aux libéraux démocrates. Strasburger a également versé l'argent de la caution pour Brown, qui a été perdue lorsque Brown s'est enfui.